# H&K GMW
H&K GMW（ドイツ語: Granat-Maschinen-Waffeの略称。英語のGrenade Machine Gunの略称からGMGとも呼ばれる）は、ドイツのヘッケラー&コッホ社がドイツ陸軍向けに設計した自動擲弾発射器である。

## 設計

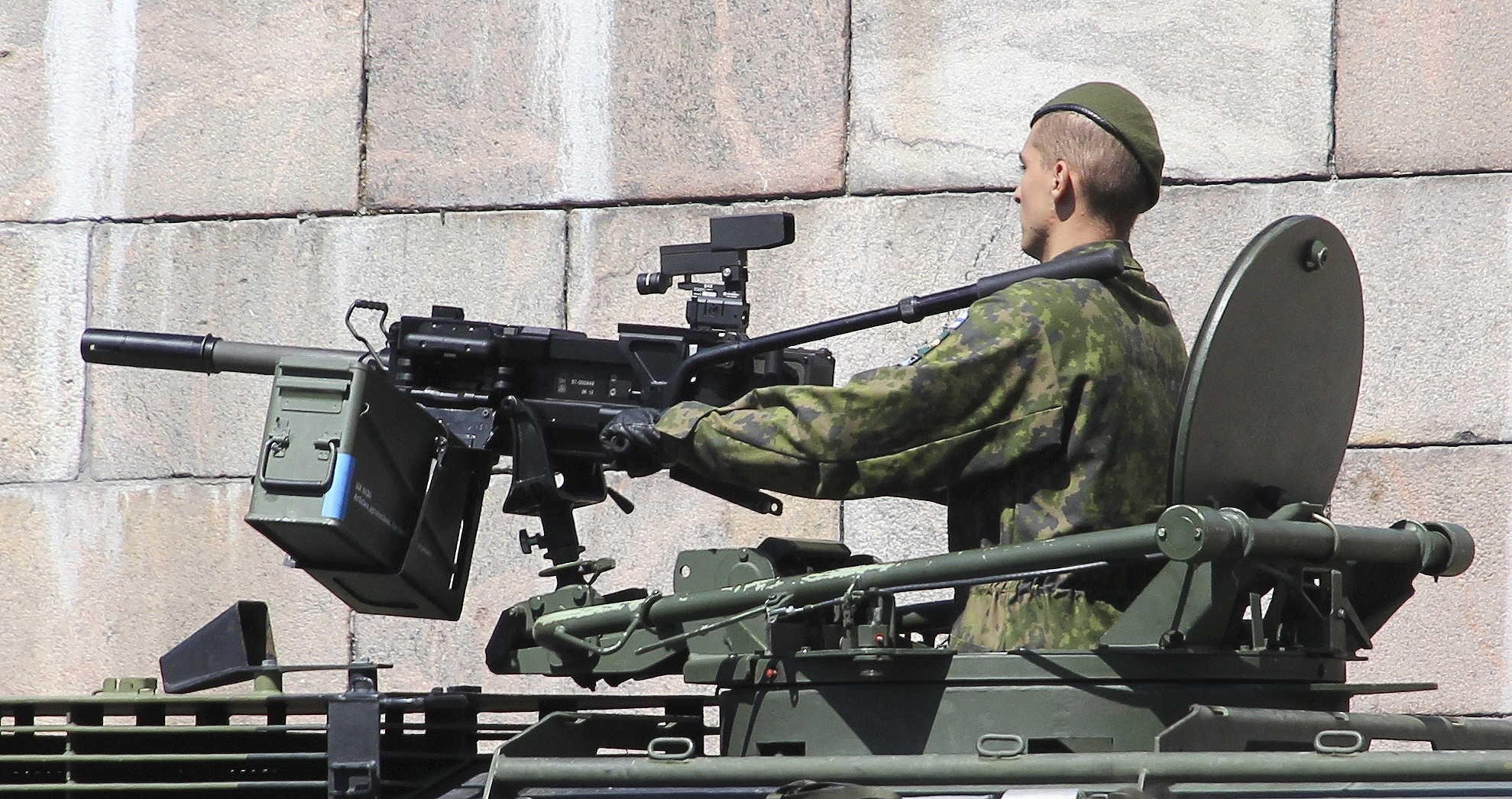
車載されたGMWを構えるフィンランド軍兵士

開発は1992年-1995年にかけて行われた。GMWはベルト給弾式であるが、給弾レバーの切り替えで左右どちらからでも給弾が可能なように設計されている。
作動はブローバック式で、撃針は突き出ない安全機構が組み込んである。射撃モードは機関部後端の選択レバーで切り替えることができ、半自動射撃と毎分340発の全自動射撃を選択できる。
機関部右上に光学式照準器が付属するが、暗視装置を含む様々な照準装置を駆使することで、さまざまな状況下において長距離の標的に対して的確に擲弾を投射することが可能である。
|                   | 96式         | Mk 19        | Mk 47        | H&K GMW  | Y3 AGL       | LAG 40   | 大宇 K4  | AGS-30   | AGS-40                |
| ----------------- | ------------ | ------------ | ------------ | -------- | ------------ | -------- | -------- | -------- | --------------------- |
| 画像              |              |              |              |          |              |          |          |          |                       |
| 使用弾薬          | 40x56mm      | 40x53mm      | 40x53mm      | 40x53mm  | 40x53mm      | 40x53mm  | 40x53mm  | 30x29mmB | 40mmケースレス (7P39) |
| 重量 （本体のみ） | 24.5kg       | 32.92kg      | 18.0kg       | 18.0kg   | 32.0kg       | 34.4kg   | 16.0kg   | 不明     | 29.0kg                |
| 銃身長            | 454mm        | 413mm        | 610mm        | 577mm    | 300mm        | 415mm    | 412mm    | 不明     | 290mm                 |
| 全長              | 975mm        | 1,095mm      | 940mm        | 1,090mm  | 844mm        | 960mm    | 1,094mm  | 不明     | 1,100mm               |
| 発射速度          | 250-350発/分 | 325-375発/分 | 225-300発/分 | 340発/分 | 280-320発/分 | 215発/分 | 350発/分 | 400発/分 | 400発/分              |
| 最大射程          | 2,200m       | 2,200m       | 2,200m       | 2,200m   | 2,200m       | 2,200m   | 2,200m   | 1,700m   | 2,500m                |

## 運用
班長、射手、装填手の3名で運用し、三脚架に乗せて地上に設置したり、車両に搭載される。ドイツ連邦軍に配備されたものは、アフガニスタン紛争において実戦投入された。

### 採用国
- カナダ
- フィンランド
- ドイツ

2025年時点で、「Granatmaschinenwaffe A1（自動擲弾銃A1）」の名称で運用中。
- ギリシャ
- アイルランド
- ラトビア[7]

- リトアニア
- メキシコ
- オランダ
- スロベニア
- スウェーデン
- ウクライナ[8]
- イギリス